# Mompha obsessa
Mompha obsessa é uma espécie de mariposa do gênero Mompha pertencente à família Coleophoridae.